# Секретные тюрьмы ЦРУ

Чрезвычайные программы передачи подозреваемых под стражей — страны, которые вовлечены в программу, согласно докладу Фонда открытого общества

Секретные тюрьмы ЦРУ — засекреченные заведения за пределами США, где, по утверждению властей США, содержались подозреваемые в терроризме. Сведения о данных засекреченных местах (позднее получивших название — «секретные тюрьмы ЦРУ»), были опубликованы правозащитными организациями и мировой прессой. А начиная со 2 ноября 2005 года, данные сведения появились и в американской прессе «The Washington Post».
В 2006 году президент США Джордж Буш — младший официально признал факт существования таких тюрем. В своей речи на данную тему он заявил о том, что данные заведения были необходимы по соображениям безопасности и что содержались там только особо опасные лица, подозреваемые в терроризме.

## География

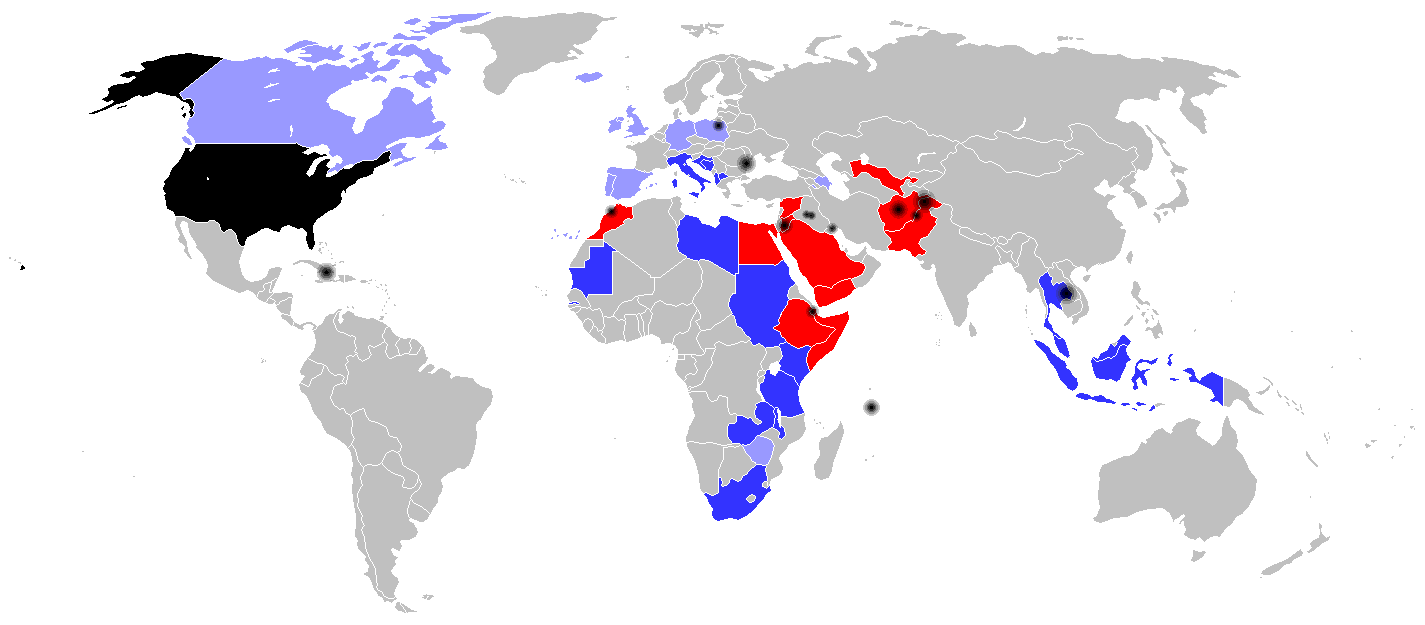
США
Задержанные якобы были перевезены через эти страны
Выдачи подозреваемых якобы были проведены в этих странах
Задержанные были из этих странИсточник: Amnesty International. Human Rights Watch

Тайные тюрьмы располагались, в частности, на территории стран Восточной Европы (Польша и Румыния). В июне 2004 года британская газета «The Observer» утверждала, что в этом качестве используются тюрьма «Аль-Тамара» в Марокко, тюрьма «Мулхак аль-Мазра» и штаб-квартира местной службы госбезопасности в Египте, а также изоляторы в Литве, Польше, Катаре, Саудовской Аравии, Таиланде и других странах. Правозащитники тогда утверждали, что и в «Аль-Тамаре», и в «Мулхак аль-Мазре» к заключенным применяются пытки. Телеканал ABC утверждал, что обнаружил секретную тюрьму в Литве.
Президент Польши Александр Квасьневский дал согласие на размещение американской секретной тюрьмы после терактов в США 11 сентября 2001 года. По словам Квасьневского, он принял решение на основании кодекса НАТО о взаимной помощи в случае нападения после того, как узнал о гибели поляков во Всемирном торговом центре.

## Пытки
Начиная с марта 2002 года на секретных базах в Европе и Азии стала применяться так называемая «расширенная техника ведения допроса», которая вполне официально разрешает применение ряда видов пыток к заключённому. В рамках этой «техники» допрашиваемых запугивают, бьют, заставляют стоять на месте до сорока часов, лишают сна на срок до 180 часов, оставляют раздетыми в холодных камерах, оглушают при помощи громкой музыки, имитируют утопление. Надзиратели угрожали физическими расправами над семьями заключенных, в том числе детей. Пытки широко применялись в том числе по отношению к невиновным людям.
Заключённых также закапывали во рвах, сверлили им дрелью зубы и черепа, применяли в их отношении сексуальное насилие. Применение пыток подтверждал Крейг Мюррей, сообщивший в интервью французской газете «Le Temp», что он был непосредственным свидетелем пыток в секретных тюрьмах МИ-6, а также видел десятки составленных спецслужбами документов о пытках в секретных тюрьмах со штампом «по показаниям заключенного».
В 2010 году международная правозащитная организация Physicians for Human Rights обвинила врачей ЦРУ в соучастии при пытках и изучении методов повышения их эффективности.

## Закрытие секретных тюрем
23 января 2009 года президент США Барак Обама издал указ о закрытии всех секретных тюрем ЦРУ.
В апреле 2009 года директор ЦРУ Л. Панетта отчитался о закрытии всех тюрем, находившихся за рубежом.
Министерство иностранных дел России заявило о необходимости привлечения к ответственности за совершенные в секретных тюрьмах ЦРУ преступления руководителей тех стран, которые согласились разместить их на своей территории.

## Решения ЕСПЧ
Европейский суд по правам человека в 2014 и 2018 годах по искам Абд Рахима Нашири и Абу Зубайды признал факты грубого нарушения прав человека в секретных тюрьмах ЦРУ на территории Польши, Румынии и Литвы и присудил истцам компенсацию.

## В искусстве
На тему секретных тюрем ЦРУ снят художественный фильм «Версия» (2007).